# (4752) Myron
(4752) Myron es un asteroide perteneciente al cinturón de asteroides, descubierto el 29 de septiembre de 1973 por Cornelis Johannes van Houten en conjunto a su esposa también astrónoma Ingrid van Houten-Groeneveld y el astrónomo Tom Gehrels desde el Observatorio del Monte Palomar, Estados Unidos.

## Designación y nombre
Designado provisionalmente como 1309 T-2. Fue nombrado Myron en honor al artista griego Mirón del Ática, uno de griegos más famosos, alumno de Agéladas y contemporáneo de Fidias y Policleto. Sus obras, en su mayoría en bronce, incluyen su estatua de "Ladas" y "el Discóbolo".

## Características orbitales
Myron está situado a una distancia media del Sol de 3,089 ua, pudiendo alejarse hasta 3,605 ua y acercarse hasta 2,572 ua. Su excentricidad es 0,167 y la inclinación orbital 2,037 grados. Emplea 1983 días en completar una órbita alrededor del Sol.

## Características físicas
La magnitud absoluta de Myron es 12,8. Tiene 12,06 km de diámetro y su albedo se estima en 0,16.